# Byggnadshytta
En byggnadshytta var under medeltiden de kollektiv av konstnärer och hantverkare som under ledning av en hyttmästare ritade och byggde katedralerna.
Byggnadshyttor är kända från 1200-talet och stod i allmänhet fria från skråna. De gav senare upphov till frimurarrörelsen men deras praktiska betydelse minskade med katedralernas minskade popularitet under senmedeltiden.